# Timo Rost
Timo Rost (Lauf an der Pegnitz, 29 agosto 1978) è un allenatore di calcio ed ex calciatore tedesco, di ruolo centrocampista.